# 小動
小動（こゆるぎ）は、神奈川県高座郡寒川町にある地名。

## 地名
北は寒川町宮山と藤沢市宮原、東は藤沢市獺郷、南を寒川町小谷、西を寒川町宮山と接している。
当地の由来について詳らかではないが、古代より小田原から大磯にかけた相模湾岸は「こゆるぎの浜」（小余綾）と呼ばれ、万葉集にもその様子が登場し、律令制下では、一帯は淘綾郡として置かれていた。現在にも、鎌倉市に小動岬等に地名が残っているものの、当地と相模湾岸との繋がりは不明である。

## 世帯数と人口
2020年（令和2年）10月1日現在（国勢調査）の世帯数と人口（総務省調べ）は以下の通りである。
| 大字 | 世帯数  | 人口    |
| ---- | ------- | ------- |
| 小動 | 476世帯 | 1,349人 |

### 人口の変遷
国勢調査による人口の推移。
| 年                 | 人口  |
| ------------------ | ----- |
| 1995年（平成7年）  | 1,208 |
| 2000年（平成12年） | 1,255 |
| 2005年（平成17年） | 1,349 |
| 2010年（平成22年） | 1,314 |
| 2015年（平成27年） | 1,361 |
| 2020年（令和2年）  | 1,349 |

### 世帯数の変遷
国勢調査による世帯数の推移。
| 年                 | 世帯数 |
| ------------------ | ------ |
| 1995年（平成7年）  | 351    |
| 2000年（平成12年） | 395    |
| 2005年（平成17年） | 441    |
| 2010年（平成22年） | 445    |
| 2015年（平成27年） | 466    |
| 2020年（令和2年）  | 476    |

## 事業所
2021年（令和3年）現在の経済センサス調査による事業所数と従業員数は以下の通りである。
| 大字 | 事業所数 | 従業員数 |
| ---- | -------- | -------- |
| 小動 | 45事業所 | 601人    |

### 事業者数の変遷
経済センサスによる事業所数の推移。
| 年                 | 事業者数 |
| ------------------ | -------- |
| 2016年（平成28年） | 49       |
| 2021年（令和3年）  | 45       |

### 従業員数の変遷
経済センサスによる従業員数の推移。
| 年                 | 従業員数 |
| ------------------ | -------- |
| 2016年（平成28年） | 365      |
| 2021年（令和3年）  | 601      |

## 施設
- 小動神社
- 念宗寺（浄土宗）
- 寒川町立旭が丘中学校
- 寒川町ふれあいセンター
- 寒川広域リサイクルセンター

## その他

### 日本郵便
- 郵便番号 : 253-0102[3]（集配局 : 寒川郵便局[12]）。